# 维拉尔杜蒙蒂 (马塞杜-迪卡瓦莱鲁什)
维拉尔杜蒙蒂是葡萄牙布拉干萨区的一个堂区。总面积6.23平方公里，总人口142人，人口密度22.8人/平方公里。